# Wil Horneff
Wil Horneff est un acteur américain né le 12 juin 1979 à Englewood, New Jersey (États-Unis).

## Filmographie
- 1993 : New York, police judiciaire (saison 3, épisode 9) : Chris Pollit
- 1993 : Le Gang des champions (The Sandlot) : Phillips
- 1993 : Le Tueur du futur (Ghost in the Machine) : Josh Munroe
- 1994 : The Yearling (TV) : Jody Baxter
- 1994 : Oldest Living Confederate Widow Tells All (TV) : Willie Marsden (at 13)
- 1995 : Drôle de singe (Born to Be Wild) : Rick Heller
- 1997 : Shining ("The Shining") (feuilleton TV) : Tony / Danny à 18 ans
- 1998 : Harvest : Andy Yates
- 1999 : 2 Little, 2 Late : Robbie Fontaine
- 2005 : The Roost : Elliot
- 2005 : Dr House : Taddy'(saison 2, épisode 5)
- 2007 : 75 secondes pour survivre (7eventy 5ive) : Scott
- 2007 : A Dance for Bethany : Eric
- 2014 : The Longest Swim : Matt